# Élection partielle québécoise de mars 2015
L'élection partielle québécoise de 2015 a lieu le 9 mars 2015 dans la circonscription provinciale de Richelieu à la suite de la démission d'Élaine Zakaïb le 29 septembre 2014.

## Richelieu

### Contexte
Le 29 septembre 2014, Élaine Zakaïb, députée péquiste de Richelieu, démissionne de son mandat afin de travailler pour Jacob, entreprise québécoise de lingerie, où elle travaillait avant de se lancer en politique et dont elle dirigera le plan de relance.
Des rumeurs évoquent le nom de Pierre Duchesne, ancien ministre de l'éducation défait dans sa circonscription de Borduas en 2014, comme possible candidat du Parti québécois, ce qu'il nie rapidement. Sylvain Rochon, ancien journaliste et assistant parlementaire d'Élaine Zakaïb, est finalement le seul candidat à l'investiture et porte donc les couleurs du parti.
Québec solidaire décide de réinvestir Marie-Ève Mathieu pour une troisième tentative, elle avait obtenu 3,2% en 2012 et 5,3% en 2014.
Gilles Salvas, maire de Saint-Robert, est un temps pressenti comme candidat du Parti libéral du Québec mais renonce. Trois candidatures sont finalement validées : celle de Nancy Sheridan, militante, celle de Benoît Théroux, assureur, et celle de Sylvain Dupuis, maire de Saint-Ours. Le 25 janvier, les militants libéraux désignent Benoît Théroux.
Le Parti vert du Québec, qui avait présenté son chef Alex Tyrrell lors de la précédente partielle, présente cette fois-ci Vincent Pouliot, un jeune étudiant, ancien président de l’Association étudiante du Cégep de Sorel-Tracy.
Équipe autonomiste présente Louis Chandonnet, un ingénieur électrique dans le domaine de la construction des installations électromécaniques.
Le 20 janvier, la Coalition avenir Québec annonce la candidature de Jean-Bernard Émond, ancien enseignant devenu conseiller politique de Nathalie Roy, députée de Montarville.
Le 4 février 2015, le gouvernement annonce la tenue de l'élection pour le mercredi 9 mars 2015. Le même jour, Option nationale tient son investiture, lors de laquelle le candidat est dévoilé : Sol Zanetti, chef du parti.

### Résultats
|                                                                                               | Nom                | Parti              | Nombre de voix | %      | Maj. |
| --------------------------------------------------------------------------------------------- | ------------------ | ------------------ | -------------- | ------ | ---- |
|                                                                                               | Sylvain Rochon     | Parti québécois    | 7 294          | 36 %   | 710  |
|                                                                                               | Jean-Bernard Émond | Coalition avenir   | 6 584          | 32,5 % | -    |
|                                                                                               | Benoît Théroux     | Libéral            | 5 054          | 24,9 % | -    |
|                                                                                               | Marie-Ève Mathieu  | Québec solidaire   | 541            | 2,7 %  | -    |
|                                                                                               | Vincent Pouliot    | Vert               | 352            | 1,7 %  | -    |
|                                                                                               | Sol Zanetti        | Option nationale   | 316            | 1,6 %  | -    |
|                                                                                               | Daniel Gaudreau    | Conservateur       | 103            | 0,5 %  | -    |
|                                                                                               | Louis Chandonnet   | Équipe autonomiste | 30             | 0,1 %  | -    |
| Total                                                                                         | Total              | Total              | 20 274         | 100 %  |      |
| Le taux de participation lors de l'élection était de 46,4 % et 319 bulletins ont été rejetés. |                    |                    |                |        |      |